# Buddy Holly
Pour les articles homonymes, voir Buddy Holly (homonymie) et Holly.
 (mars 2022).
Si vous disposez d'ouvrages ou d'articles de référence ou si vous connaissez des sites web de qualité traitant du thème abordé ici, merci de compléter l'article en donnant les références utiles à sa vérifiabilité et en les liant à la section « Notes et références ».
Buddy Holly, nom de scène de Charles Hardin Holley, né le 7 septembre 1936 à Lubbock au Texas et mort le 3 février 1959 à Clear Lake dans l'Iowa, est un chanteur, guitariste et compositeur américain de rock 'n' roll.
Il meurt prématurément à 22 ans, avec Ritchie Valens et The Big Bopper, dans un accident d'avion le 3 février 1959, jour surnommé « The Day the Music Died » en anglais (« Le jour où la musique est morte ») par Don McLean dans sa chanson American Pie.

## Biographie
En 1941, Buddy Holly fait sa première apparition sur scène en compagnie de ses frères Larry et Travis. Ils gagnent ce jour-là un prix après avoir chanté « Down the river of memories ». Vers l’âge de 11 ans, Buddy étudie le solfège et le piano. Après une unique année d’étude musicale, il continue à étudier le piano seul.

### Les débuts
En 1949, Buddy Holly forme un duo avec un ami rencontré à l'école secondaire, Bob Montgomery. Les deux amis jouent ensemble jusqu’en 1953, date à laquelle ils enregistrent deux titres sur une bande chez Buddy : Footprints in the snow de Bill Monroe et un instrumental. À cette époque, ils commencent tous deux à animer de petites soirées locales. Un bassiste viendra se joindre au duo, formant en 1954 une petite formation qui tourne régulièrement au Texas.
À la fin de l’année 1955, le groupe compte quatre membres : Buddy, Bob, Don Guess qui reprend la basse et Jerry Allison à la batterie. Jerry Allison raconte que, remarquant l'absence de batterie dans les premiers enregistrements d'Elvis Presley réalisés chez Sun Records, à Memphis, Buddy Holly lui demandera de se retirer momentanément du groupe, question de reproduire fidèlement la sonorité des titres de son idole ; décision qui fut renversée lorsqu'Elvis Presley incorpora la batterie dans son petit ensemble. Remarqué quelque temps plus tôt par le label Decca, Buddy Holly enregistre à Nashville quatre titres, Blue Days, Black Night, Midnight Shift, Love Me et Don't Come Back Knocking avec ses complices Don Guess (basse) et Sonny Curtis (guitare solo).
Durant un second voyage à Nashville 1956, Buddy Holly eut recours aux services de J. I. Allison à la batterie pour l'enregistrement d'une version mythique de Rock Around With Olie Vee (composée par Sonny Curtis) et du premier jet d'un morceau qui passera plus tard à l'histoire : That'll Be the Day. À la fois proche - mélodiquement - et loin - structurellement- de la version de 1957, le « That'll Be the Day » version Nashville, sans être mauvais, ne présente pas Buddy Holly sous son meilleur jour : à la demande des responsables de l'enregistrement, la chanson fut enregistrée dans une tonalité qui s'avère être trop haute pour B. Holly, provoquant un certain inconfort tout au long de la prestation.
Lors d'une dernière session avec Decca, Grady Martin, talentueux musicien de studio de Nashville ayant aussi participé aux enregistrements de Johnny Horton, Brenda Lee, Johnny Burnette et de nombreux autres artistes, prit la relève de Curtis sur Modern Don Juan et une ultime version de Rock Around With Olie Vee - cette dernière pièce impliquant aussi le « session man » Buddy Harmon à la batterie. Les titres n’ont malheureusement aucun succès et, au bout de trois sessions d’enregistrements, le contrat n’est pas renouvelé. Pourtant, des titres comme Modern Don Juan, Ting a ling, Rock Around With Ollie Vee, entre autres, constituent une référence exceptionnelle en matière de rockabilly primitif.

### La montée de l'artiste

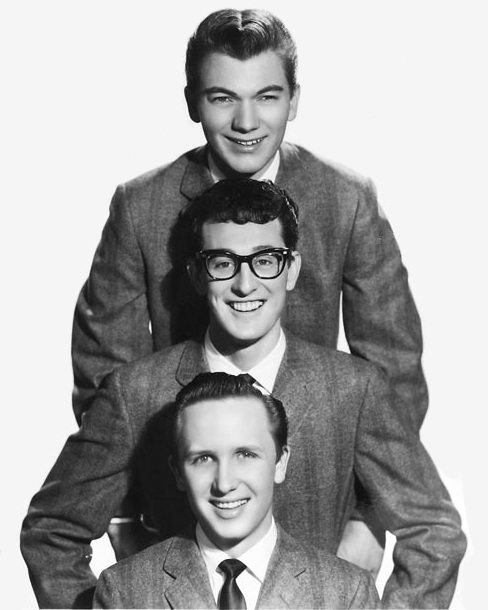
Buddy Holly et son groupe Les Crickets.

En 1957, Buddy Holly forme un nouveau groupe composé de Jerry Allison à la batterie, Larry Wellborn à la basse et Nicky Sullivan à la guitare rythmique ; le nom des Crickets est donné à cette formation où Holly assume lui-même la guitare solo. Ayant découvert le studio de Norman Petty situé à Clovis au Nouveau-Mexique, Buddy Holly s'y rend régulièrement afin d'enregistrer de nombreuses maquettes dont quelques-unes feront l'objet de publications posthumes après l'ajout de quelques pistes musicales, pour répondre à la demande des années 1960 pour le son stéréophonique. Au nombre de ces morceaux enregistrés à Clovis avant que Buddy Holly connaisse la renommée, citons Bo Diddley, Brown eyed hansome man, Baby Won't You Come Out Tonight, I'm Gonna Set My Foot Right Down, Mona ainsi que de nombreuses autres pièces d'autres artistes locaux pour lesquels il assure la guitare.
Dans la foulée de ces sessions supervisées par Norman Petty, Buddy Holly enregistre donc That'll Be the Day avec son groupe, qui se hissera à la troisième place des charts. D’autres hits suivront comme Maybe Baby (en), Peggy Sue, Oh Boy, Rave On, Early in the Morning. Outre ces titres, le son Crickets était né, un son original influençant bon nombre d’artistes par la suite. Des passages télé et des tournées suivront aux sessions en studio. Sur scène, les Crickets côtoient, entre autres, Eddie Cochran, Chuck Berry, Paul Anka, Fats Domino, et The Everly Brothers, etc.

### Mort
Le 2 février 1959 à Clear Lake dans l'Iowa, l’affiche est composée entre autres de Ritchie Valens (La Bamba), de Big Bopper (Chantilly Lace) et de Buddy Holly. Les trois artistes, ainsi que Dion and the Belmonts, sont les têtes d'affiche de la Winter dance Party, une série de 11 concerts qui doit traverser le Midwest. Cette tournée marathon s'effectue dans des conditions très éprouvantes : le car, où dorment bien souvent les musiciens, doit affronter un barrage continuel de glace et de neige. Pour comble de malheur, son chauffage tombe en panne (Waylon Jennings, embauché comme bassiste par Buddy, attrapera des engelures dans le car). Après le show de Clear Lake, Buddy Holly, Big Bopper et Ritchie Valens décident de regagner Fargo dans le Dakota du Nord par avion pour pouvoir se reposer en évitant les interminables voyages en car, mais l’appareil s’écrase peu après le décollage, le 3 février 1959 à 0 h 50. Sur sa pierre tombale est marqué le nom suivant : Buddy Holley.

## Discographie

### The Crickets
- The "Chirping" Crickets (1957)

### Solo
- Buddy Holly (1958)
- That'll Be the Day (1958)
- The Buddy Holly Story (1959)

### Compilations
- The Buddy Holly Story (1959)
- The Buddy Holly Story, Vol. 2 (1960)

## Hommages et postérité

Buddy Holly représenté sur un timbre-poste.

Son œuvre a influencé de nombreux groupes, notamment les Beatles (qui reprirent nombre de ses titres), les Rolling Stones, les Beach Boys et Bob Dylan.
Dans les années 1980, une chanson est écrite par le groupe punk allemand Die Ärzte « à la gloire » des lunettes de Buddy Holly.
En 1994, Buddy Holly refait surface grâce au titre de Weezer qui porte son nom. La même année, Quentin Tarantino lui rend hommage dans Pulp Fiction à travers le personnage du serveur du restaurant de steaks dans lequel vont manger Vincent et Mia, qui se nomme Buddy, ressemble à l'artiste et appelle Mia « Peggy Sue » au moment de prendre leur commande.
Sa chanson True Love Ways est désormais utilisée dans une publicité égyptienne humoristique, où l'on voit un panda semer la pagaille si l'on ne consomme ou n'achète pas sa marque.
En 1978, sort le film The Buddy Holly Story avec Gary Busey jouant son rôle.
En 1981, il est largement évoqué dans le téléfilm belge Minitrip. En 1989, il est cité dans la chanson We Didn't Start the Fire de Billy Joel, où ce dernier fait l'énumération des événements politiques, militaires, artistiques ainsi que des figures qui ont marqué le XXe siècle, entre 1949 et 1989. Six-String Samurai, film post-apocalyptique de 1998 dans lequel un sosie de Buddy Holly œuvre pour la suprématie du rock 'n' roll sur le heavy metal. En 2009, on peut entendre dans le film Mr. Nobody réalisé par Jaco van Dormael son titre Everyday.
En 2001, un astéroïde découvert en 2000 par l'astronome John Broughton est baptisé « (16155) Buddy » en son honneur.
Le drame « The Day the Music Died », inspire à Don McLean en 1971 la chanson intitulée American Pie. Il est aussi évoqué en 1964 par Ronnie Bird dans la chanson Adieu à un ami, et en 1965 par Eddy Mitchell dans la chanson J'avais deux amis, en 1978 par Jane Birkin dans la chanson de Serge Gainsbourg Ex-fan des sixties où elle rappelle les chanteurs de rock des années 1960 morts prématurément, sans oublier le biopic de Richie Valens, La Bamba, en 1987...

### À la télévision
A la télévision Buddy Holly, fait des apparitions dans plusieurs séries : 
- Dans l'épisode 4 de la saison 1 de la série télévisée Code Quantum, qui se déroule en 1956, le héros Sam conseille à un jeune guitariste de donner à sa chanson le titre Peggy Sue. Ce jeune guitariste s'avère être Buddy Holly[4].
- Dans l'épisode 15 de la saison 14 des Simpson, un épisode de Itchy et Scratchy intitulé "Le saigneur de la bande" met en scène Scratchy dans l'avion dans lequel Buddy Holly a trouvé la mort.
- Dans l'épisode 4 de la saison 3 de X-Files : Aux frontières du réel (The X-Files, 1993), le voyant Clyde a obtenu son don à la suite du crash qui coûta la vie à Buddy Holly (il était fan de Big Bopper qui se trouvait dans le même avion).
- Dans l'épisode 6 de la saison 1 de Vinyl, à la fin de l'épisode, on aperçoit le personnage de Buddy Holly chantant Rave on!.[réf. nécessaire]
- Dans l'épisode 21 de la saison 5 de 2 Broke Girls, Earl évoque l'accident d'avion dont a été victime Buddy Holly, en disant qu'il n'arrête pas de penser, depuis près de 60 ans, à comment il aurait pu faire pour qu'il ne se produise pas.
- Dans l'épisode 15 de la saison 3 de Alf, Raquel Ochmonek prend le nouveau voisin des Tanner pour Buddy Holly, affirmant que ce dernier n'est pas mort alors même que Alf est convaincu qu'il s'agit d'Elvis Presley.
- Dans Harry a des ennuis, (Saison 4) de L'Agence tous risques, la chanson Not Fade Away est entendue au début de l'épisode.

### Au cinéma
Dans le film Christine de John Carpenter, la radio de la voiture Christine joue le morceau Not Fade Away lorsque l'ouvrier de la chaîne de montage s'assied dans la voiture.

### En littérature
Dans Accros du roc de Terry Pratchett, le héros du roman se nomme Kreskenn Kelenn. Trouvant son nom peu adapté à la musique, il en cherche un autre et explique aux membres de son groupe que son nom de famille Kelenn  ainsi que le nom d'autres branches de sa famille, les Holly veut dire     "de houx". Puis il indique que son prénom signifie "petite pousse"  et que cela peut se dire "bud". Finalement il prendra le nom de Buddy.
Dans Utrumpia, l'un des voyages du héros Sam Quinlan l'amène à Clear Lake en 1959 dans le but de sauver Buddy Holly.